# Santo Ejército

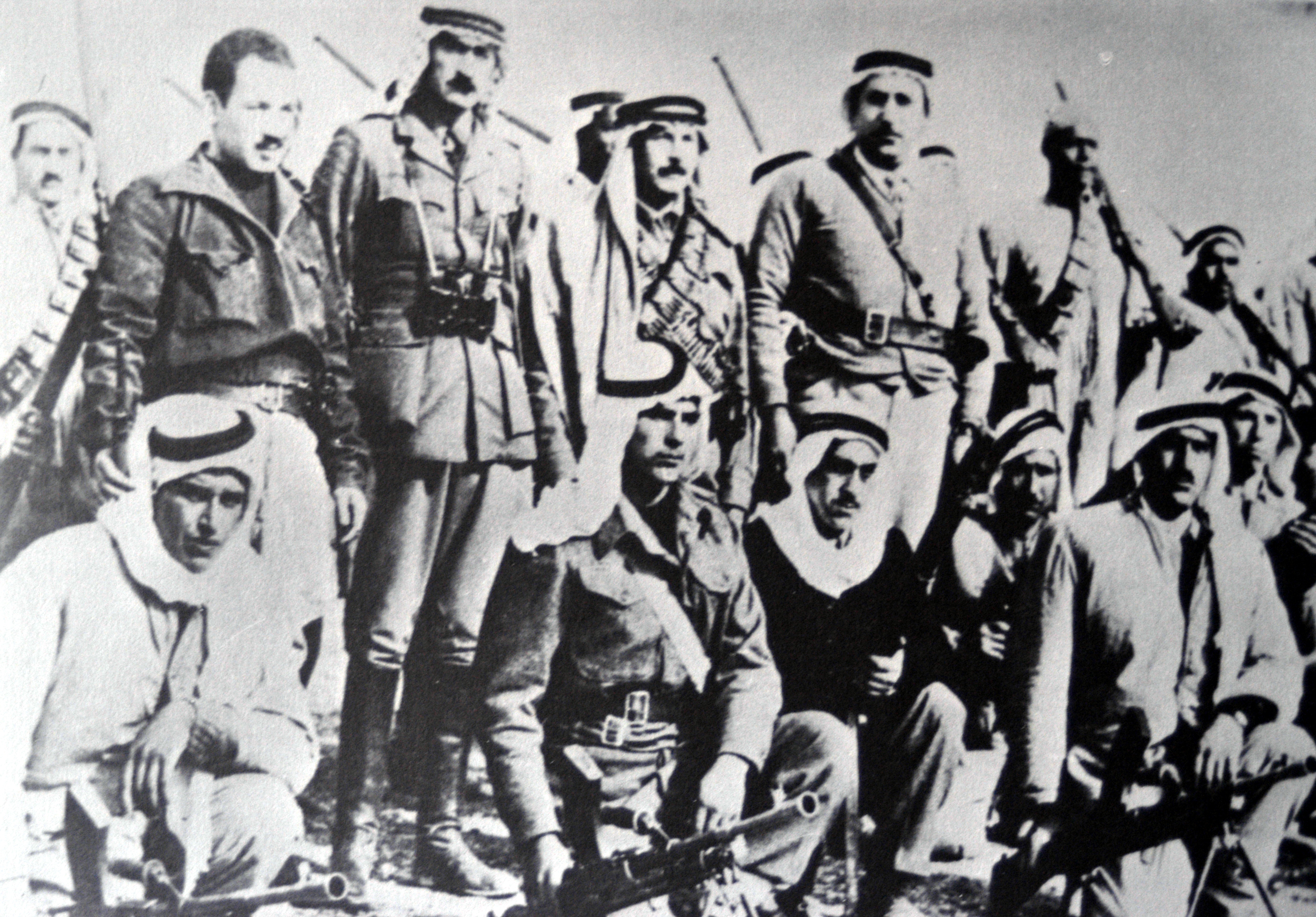
A principios de enero de 1948, Abd al-Qadir al-Husseini regresó a Palestina después de diez años de exilio y comenzó a organizar la resistencia palestina contra la partición forzada de Palestina. Aquí se le ve (de pie en el centro) con ayudantes e irregulares palestinos, en el distrito de Jerusalén, en febrero de 1948.

El Santo Ejército (Jaysh al-Jihad al-Muqaddas) fue una guerrilla palestina en la Guerra Civil durante el Mandato de Palestina. Los historiadores lo describen como el ejército "personal" de la familia Husayni. 
Abdelkader al-Husayni llegó al sector de Jerusalén en diciembre de 1947 con unos cien hombres, estableciendo sus cuarteles generales en Bir Zeit. Allí empezó a reunir voluntarios para organizar el asedio de Jerusalén, atacando a los convoyes sionistas en la ciudad. Con un millar de hombres Hasan Salama tomó la responsabilidad de las operaciones en los sectores de Lydda y Ramle, a la entrada del camino entre Tel-Aviv y Jerusalén.
Después de la muerte de Abdelkader al-Husayni, Amin al-Husayni entregó la comandancia a Emil Ghuri.
- Datos: Q681182